# Esigie
Oba Esigie, va ser un Oba (Rei) de Benin que va governar l'antic Regne de Benin, actualment Benin City, Estat Edo, Nigèria (cap a1504–1550). Les obres d'art encarregades per Esigie es troben en museus importants incloent el Metropolitan Museum of Art i el Museu Britànic.
En el moment de la mort del seu pare Ozolua, Esigie controlava Benin City i el seu germà Arhuaran controlava Udo, una població a unes 20 milles al nord-oest de Benin City de la mateixa mida i influència. Esigie va esdevenir Oba de Benin. Esigie més tard es va defensar d'un atac dels Igala.
Esigie va iniciar una tradició a Benin investint la seva mare Idia amb el títol de Iyoba (Reina Mare) i proporcionant-li l'Eguae-Iyoba (Palau de la Reina Mare) a Uselu.